# Türkiye 1. Basketbol Ligi 1974-1975
La Türkiye 1. Basketbol Ligi 1974-1975 è stata la 9ª edizione del massimo campionato turco di pallacanestro maschile. La vittoria finale è stata ad appannaggio del Beşiktaş.

## Risultati

### Stagione regolare
|     | Squadra      | G  | V  | N | P  | PF | PS | Pt. | Qualificazione     |
| --- | ------------ | -- | -- | - | -- | -- | -- | --- | ------------------ |
| 1.  | Beşiktaş     | 22 | 18 | 2 | 2  |    |    | 60  |                    |
| 2.  | Galatasaray  | 22 | 17 | 1 | 4  |    |    | 57  |                    |
| 3.  | Karşıyaka    | 22 | 15 | 0 | 7  |    |    | 52  |                    |
| 4.  | Şekerspor    | 22 | 14 | 0 | 8  |    |    | 50  |                    |
| 5.  | Kolejliler   | 22 | 13 | 0 | 9  |    |    | 48  |                    |
| 6.  | Eczacıbaşı   | 22 | 13 | 0 | 9  |    |    | 48  |                    |
| 7.  | Muhafızgücü  | 22 | 12 | 1 | 9  |    |    | 47  |                    |
| 8.  | İTÜ Istanbul | 22 | 12 | 0 | 10 |    |    | 46  |                    |
| 9.  | Fenerbahçe   | 22 | 9  | 0 | 13 |    |    | 40  |                    |
| 10. | Ankara DSİ   | 22 | 5  | 0 | 17 |    |    | 32  | retrocesse in TBL2 |
| 11. | Ankaragücü   | 22 | 2  | 0 | 20 |    |    | 26  | retrocesse in TBL2 |
| 12. | Kadıköyspor  | 22 | 0  | 0 | 22 |    |    | 21  | retrocesse in TBL2 |

| Türkiye 1. Basketbol Ligi 1974-1975 |
| ----------------------------------- |
| Beşiktaş 1º titolo                  |

## Formazione vincitrice
| N° | Naz.                   | Ruolo | Sportivo        |  | Alt. |  |
| -- | ---------------------- | ----- | --------------- |  | ---- |  |
|    | Turchia (bandiera)     |       | Aziz Akyavaş    |  |      |  |
|    | Turchia (bandiera)     |       | Hurşit Baytok   |  |      |  |
|    | Turchia (bandiera)     |       | Faruk Çagan     |  |      |  |
|    | Turchia (bandiera)     |       | Ateş Çubukçu    |  |      |  |
|    | Stati Uniti (bandiera) |       | Tom Davis       |  |      |  |
|    | Turchia (bandiera)     |       | Battal Durusel  |  |      |  |
|    | Turchia (bandiera)     |       | Osman Kerimol   |  |      |  |
|    | Turchia (bandiera)     |       | Ahmet Kurt      |  |      |  |
|    | Turchia (bandiera)     |       | Fehmi Sadıkoğlu |  |      |  |
|    | Turchia (bandiera)     |       | Zeki Tosun      |  |      |  |
|    | Turchia (bandiera)     |       | Altimur Tülmen  |  |      |  |
|    | Turchia (bandiera)     | All.  | Cavit Altunay   |  |      |  |